# عمر سعد الدين الخطيب
عمر سعد الدين الخطيب (أبو شامخ؛ وُلد في عام 1936 في القدس - تُوفي في 25 يناير 2015 في عمان) دبلوماسي ومهندس فلسطيني. كان نائبًا لمفوض القطاع الغربي وسفيرًا لفلسطين لدى الأردن، وعضوًا في المجلس الوطني الفلسطيني والمجلس الاستشاري لحركة فتح والمجلس الثوري لحركة فتح.

## حياته
وُلد عمر سعد الدين الخطيب في مدينة القدس في عام 1936. تلقى تعليمه المدرسي الابتدائي والإعدادي في القدس، والثانوي في القاهرة. حصل على درجة البكالوريوس في التجارة عام 1960 من جامعة القاهرة، ثم غادر إلى الكويت وعمل في وزارة الأشغال العامة حتى عام 1963 حيث عاد إلى القدس التي شكل فيها مع آخرين مجموعة فدائية اندمجت لاحقًا ضمن حركة فتح.
غادر إلى الأردن بعد النكسة عام 1967، وبدأ العمل ضمن جهاز القطاع الغربي. بعد أحداث أيلول الأسود، غادر في عام 1971 إلى لبنان، ولاحقًا كُلف بمهام نائب مفوض القطاع الغربي كمال عدوان الذي اغتيل عام 1973. استمر في منصبه نائبًا لمفوض القطاع الغربي خليل الوزير حتى حرب لبنان عام 1982. انتخب في المؤتمر الرابع لحركة فتح في مايو 1980 عضوًا في المجلس الثوري لها، وجُدد انتخابه في المؤتمر الخامس في أغسطس 1989 واستمر عضوًا حتى المؤتمر السادس في عام 2009.

### الحياة الدبلوماسية
شغل بين عامي 1988 و1989، منصب مدير مكتب منظمة التحرير الفلسطينية لدى الأردن. وبين عامي 1994 و1995 كان سفيرًا مفوضًا لدى الأردن وقائمًا بأعمال السفارة أثناء انشغال السفير الطيب عبد الرحيم، وبين عامي 1995 و2005 كان سفيرًا لدولة فلسطين لدى الأردن.

## وفاته
تُوفي في 25 يناير 2015 في مدينة عمان حيث كان يُقيم إثر مرض عضال. ودُفن في 26 يناير 2015 في مقبرة سحاب بالعاصمة عمان.